# Edgar Salli
Edgar Nicaise Constant Salli (Garoua, 17 de agosto de 1992) é um futebolista camaronês que joga como meio-campista. Pertence ao Monaco, mas, desde 2013, foi emprestado para Lens, Académica e St. Gallen, sua atual equipe. Desde 2011, é convocado para a seleção camaronesa, onde fez nove partidas, marcando um gol.

## Carreira
Salli iniciou a carreira em seu país natal, atuando em duas equipes: o Ngaoundéré (2008-09) e o Coton Sport, entre 2009 e 2011, ano em que foi contratado pelo Monaco, logo após suas atuações no Campeonato Juvenil Africano realizado neste último ano. Antes, dava-se como certa a transferência do meia para o Moroka Swallows (África do Sul). Segundo a revista Kick Off, Salli já havia assinado um pré-contrato com os Birds, mas a contratação não saiu do papel.
Sem espaço no Monaco, Salli foi emprestado ao Lens em julho de 2013, e permaneceu nos Sang et Or até agosto de 2014.
Emprestado à Académica em agosto de 2014, Salli jogou apenas 9 partidas pelo time de Coimbra. Sem espaço na "Briosa", foi novamente cedido por empréstimo, desta vez ao St. Gallen.

## Títulos
Seleção Camaronesa
- Campeonato Africano das Nações: 2017